# Strato
Strato, door het bedrijf gespeld als STRATO, is een Duits internetbedrijf, gevestigd in Berlijn. Het bedrijf maakt deel uit van de naamloze vennootschap United Internet.
Strato is aanbieder van webhosting, (virtuele) servers, cloudopslag, domeinnamen en bedrijfsproducten zoals Software as a Service.

## Geschiedenis
Het bedrijf werd in 1997 opgericht en kwam voort uit een bedrijfsadviesbureau van Marc Alexander Ullrich en Norbert Stangl. In 1998 verkochten de beide oprichters Strato aan het bedrijf Teles.
Teles verkocht Strato op 12 december 2004 aan freenet AG voor 132 miljoen euro. Op 19 november 2009 berichtte Reuters dat Strato is overgenomen door Deutsche Telekom. De overnameprijs lag volgens het persbericht van freenet bij 275 miljoen euro. Op 15 december 2016 gaf United Internet in een persbericht te kennen Strato voor 600 miljoen euro over te willen nemen. De overname werd na goedkeuring van het kartelbureau bevestigd op 1 april 2017.
Sinds 2006 is Strato in Nederland actief. In datzelfde jaar werd ook uitgebreid naar Italië, Spanje, Frankrijk en Groot-Brittannië.
Sinds het voorjaar van 2020 schittert de leadzanger van de Duitse band Scooter, H.P. Baxxter in de televisiecommercials van het bedrijf.

## Datacenters
Het bedrijf heeft datacenters in Berlijn en in Karlsruhe, en heeft hier ruim 60.000 servers staan met 4 miljoen domeinnamen. Vanaf 2008 werken de datacenters voor hun elektriciteitsvoorziening volledig op waterkracht.